# 国立高度専門医療研究センター
国立高度専門医療研究センター（こくりつこうどせんもんいりょうけんきゅうセンター）は、日本国立の専門医療施設の国立研究開発法人国立がん研究センター、国立研究開発法人国立循環器病研究センター、国立研究開発法人国立精神・神経医療研究センター、国立研究開発法人国立成育医療研究センター、国立研究開発法人国立長寿医療研究センター、以上5法人の総称である。各法人は、国民の健康に重大な影響のある特定の疾患等に係る医療に関して、調査、研究及び技術の開発並びにこれらの業務に密接に関連する医療の提供、技術者の研修等を行うことを目的とする。
2010年4月施行の「高度専門医療に関する研究等を行う独立行政法人に関する法律」により、厚生労働省の施設等機関であった国立高度専門医療センター（略称：ナショナルセンター、NC）の各組織は独立行政法人化した。その後、組織改革等を経て、2015年施行の「独立行政法人通則法の一部を改正する法律」により現在、国立研究開発法人となっている。

## 各国立高度専門医療研究センターと目的
2025年4月1日現在、下記5法人が現存する。各センターごとに研究所と病院を設け、研究活動のほかに医療活動も行なう。

### 現法人

#### 国立がん研究センター
- 所在地：中央病院：東京都中央区、東病院：千葉県柏市
- 目的：がんその他の悪性新生物に関する高度かつ専門的な医療の向上

#### 国立循環器病研究センター
- 所在地：大阪府吹田市
- 目的：循環器病に関する高度かつ専門的な医療の向上

#### 国立精神・神経医療研究センター
- 所在地：東京都小平市
- 目的：精神・神経疾患等に関する高度かつ専門的な医療及び精神保健の向上

#### 国立成育医療研究センター
- 所在地：東京都世田谷区
- 目的：成育に係る疾患（児童が健やかに生まれ、成育するために特に治療を要するもの）に関する高度かつ専門的な医療の向上

#### 国立長寿医療研究センター
- 所在地：愛知県大府市
- 目的：加齢に伴う疾患に関する高度かつ専門的な医療の向上

### 旧法人

#### 国立国際医療研究センター
- 所在地：戸山病院：東京都新宿区、国府台病院：千葉県市川市
- 目的：感染症その他の疾患に関する高度かつ専門的な医療、医療に係る国際協力等の向上
- 国立看護大学校（東京都清瀬市）を設置し、国立高度専門医療研究センターの看護職の養成及び研修を行う

## 独立行政法人移行の経緯
旧国立高度専門医療センター及び国立ハンセン病療養所を除く国立病院・療養所は、2004年に独立行政法人国立病院機構へ移行したが、旧国立高度専門医療センターの組織は特定の政策医療に特化する組織として、厚生労働省の施設等機関として残されていた。国立病院機構が運営する「医療センター」や「がんセンター」と称する施設は、国立高度専門医療研究センターではない。
2006年6月2日に公布・施行された「簡素で効率的な政府を実現するための行政改革の推進に関する法律」（平成18年法律第47号）第33条で、国立高度専門医療センター特別会計の2010年度における廃止、各センターの独立行政法人へ移行の方針が法定された。
これを受けて、2007年3月31日に公布された「特別会計に関する法律」（平成19年法律第23号）は、附則第68条で国立高度専門医療センター特別会計法を廃止し、附則第180条で2007年度から2009年度まで限定的に国立高度専門医療センター特別会計は特別会計に関する法律によって運営することを規定した。2008年2月29日に、独法化を盛り込んだ「高度専門医療に関する研究等を行う独立行政法人に関する法律案」が閣議決定を経て国会へ提出され、12月12日に可決成立して12月19日に公布された。
これにより、2010年4月1日をもって旧国立高度専門医療センターの6つの組織は独立行政法人へ移行し、総称は「国立高度専門医療研究センター」となる。各法人は国立病院機構とは異なり、センター全体が単一の独立行政法人ではなく、各センターがそれぞれ独立した法人に移行した。職員の身分も非公務員型となった。

### 業務内容の変容
旧国立高度専門医療センターの業務内容は、従前の「厚生労働省設置法」（平成11年法律第97号）で、特定の疾患その他の事項に関する、診断及び治療、調査及び研究並びに技術者の研修などと定められていた。新たに施行された「高度専門医療に関する研究等を行う独立行政法人に関する法律」（平成20年法律第93号）では、国立高度専門医療研究センターの目的、業務範囲の規定が、国民の健康に重大な影響のある特定の疾患等に係る医療に関する、調査、研究及び技術の開発並びにこれらの業務に密接に関連する医療の提供、技術者の研修、その他これら業務に係る成果の普及及び政策の提言など、とされて「調査、研究、技術の開発」の文言が前面に置かれている。

### 国立研究開発法人に
「研究開発システムの改革の推進等による研究開発能力の強化及び研究開発等の効率的推進等に関する法律」（平成20年法律第63号）（いわゆる研究開発力強化法）によって、各法人は研究開発法人に指定される。
国立高度専門医療研究センターの各組織は組織改革等を経て、「独立行政法人通則法の一部を改正する法律」が施行された2015年4月1日以降は、国立研究開発法人となった。
2025年4月1日、国立健康危機管理研究機構の発足と共に国立国際医療研究センターは解散し、5法人体制へと移行した。

## 各施設の画像

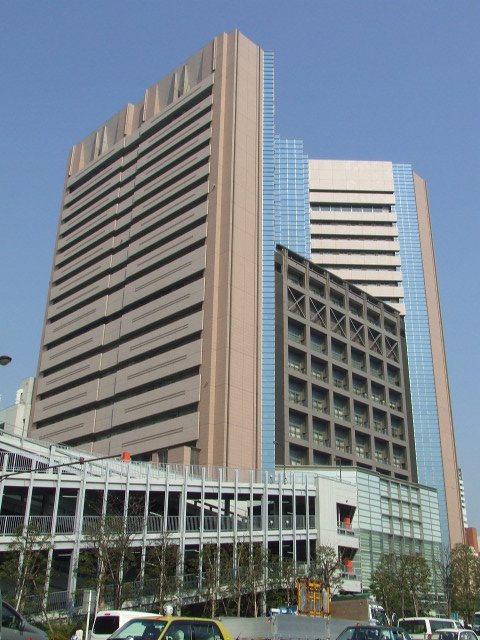
国立がん研究センター（中央病院）
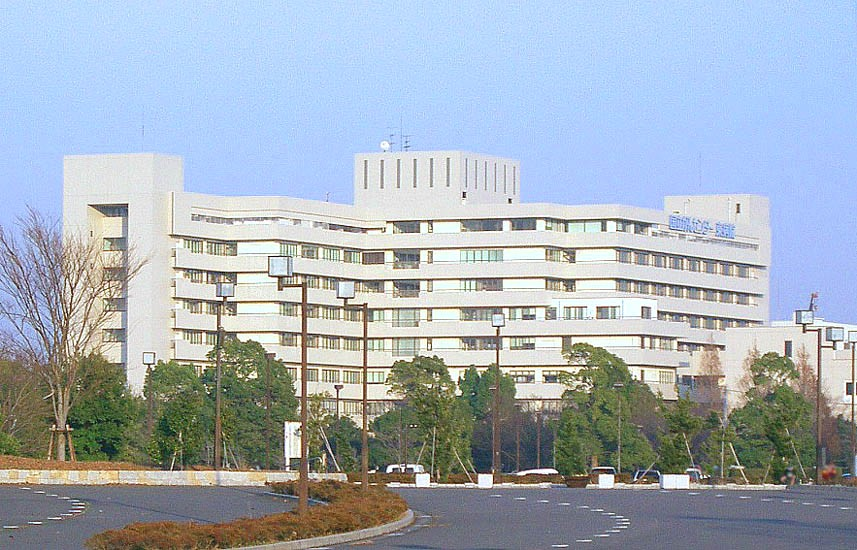
国立がん研究センター （東病院）
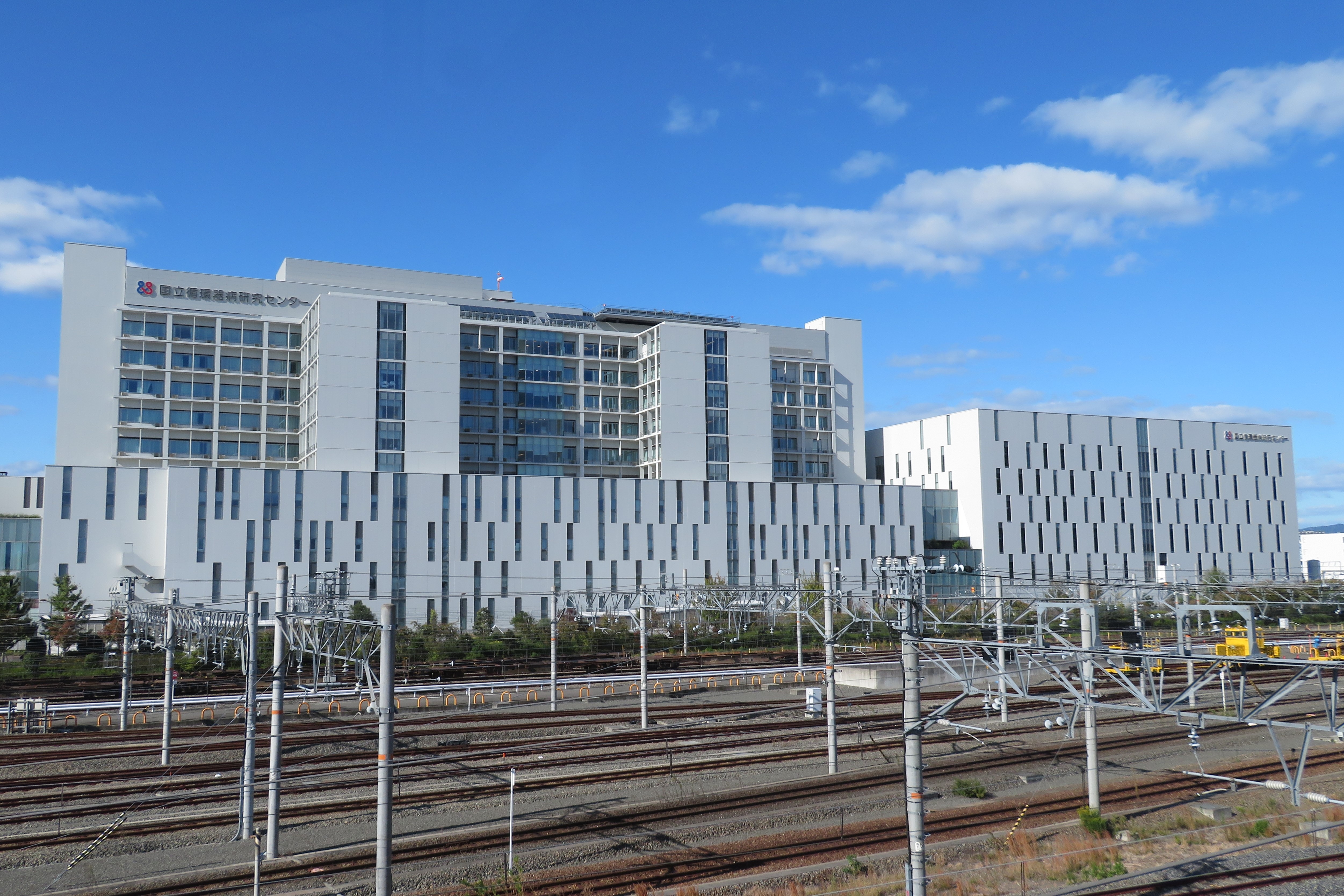
国立循環器病研究センター
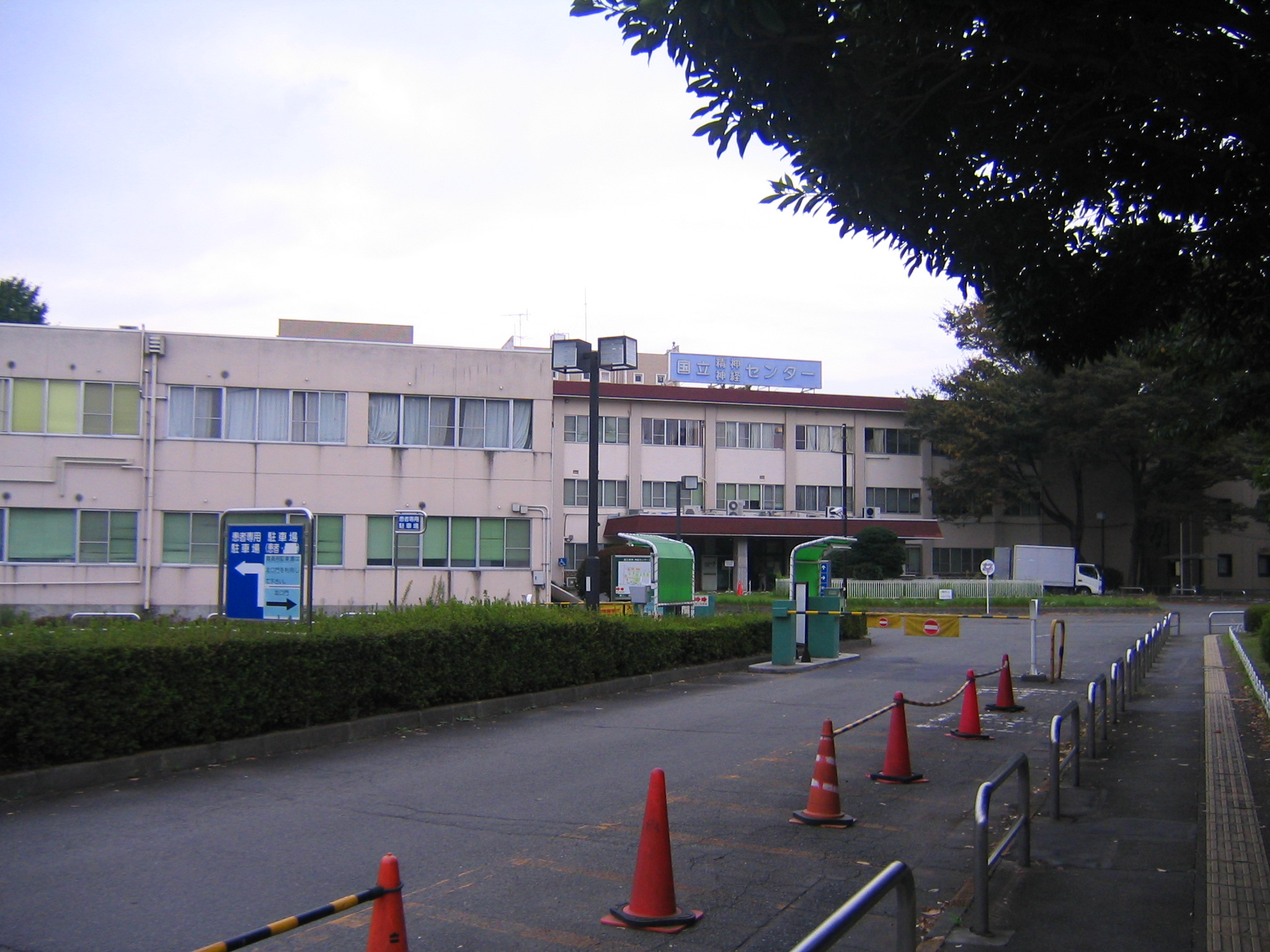
国立精神・神経医療研究センター
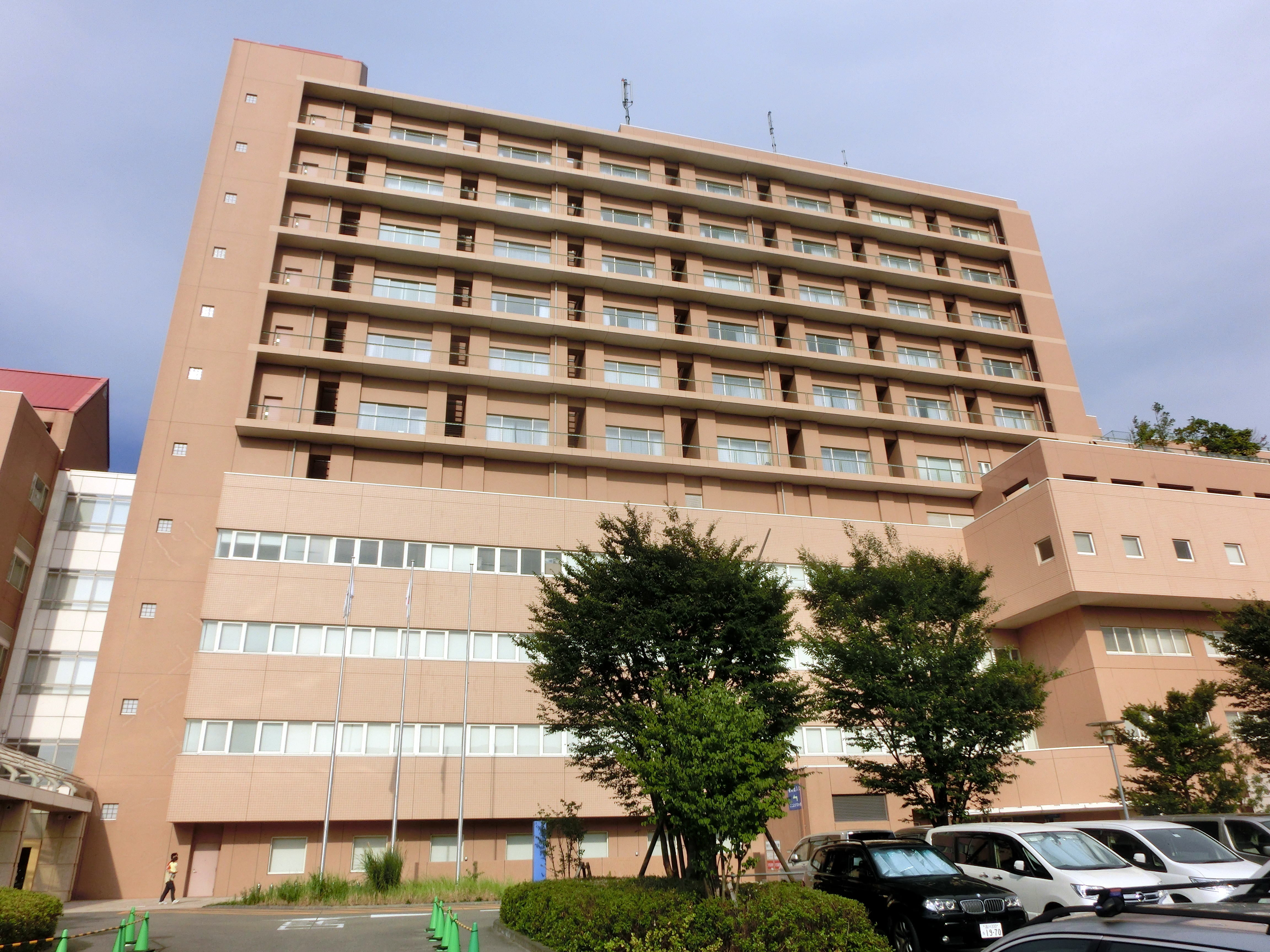
国立成育医療研究センター
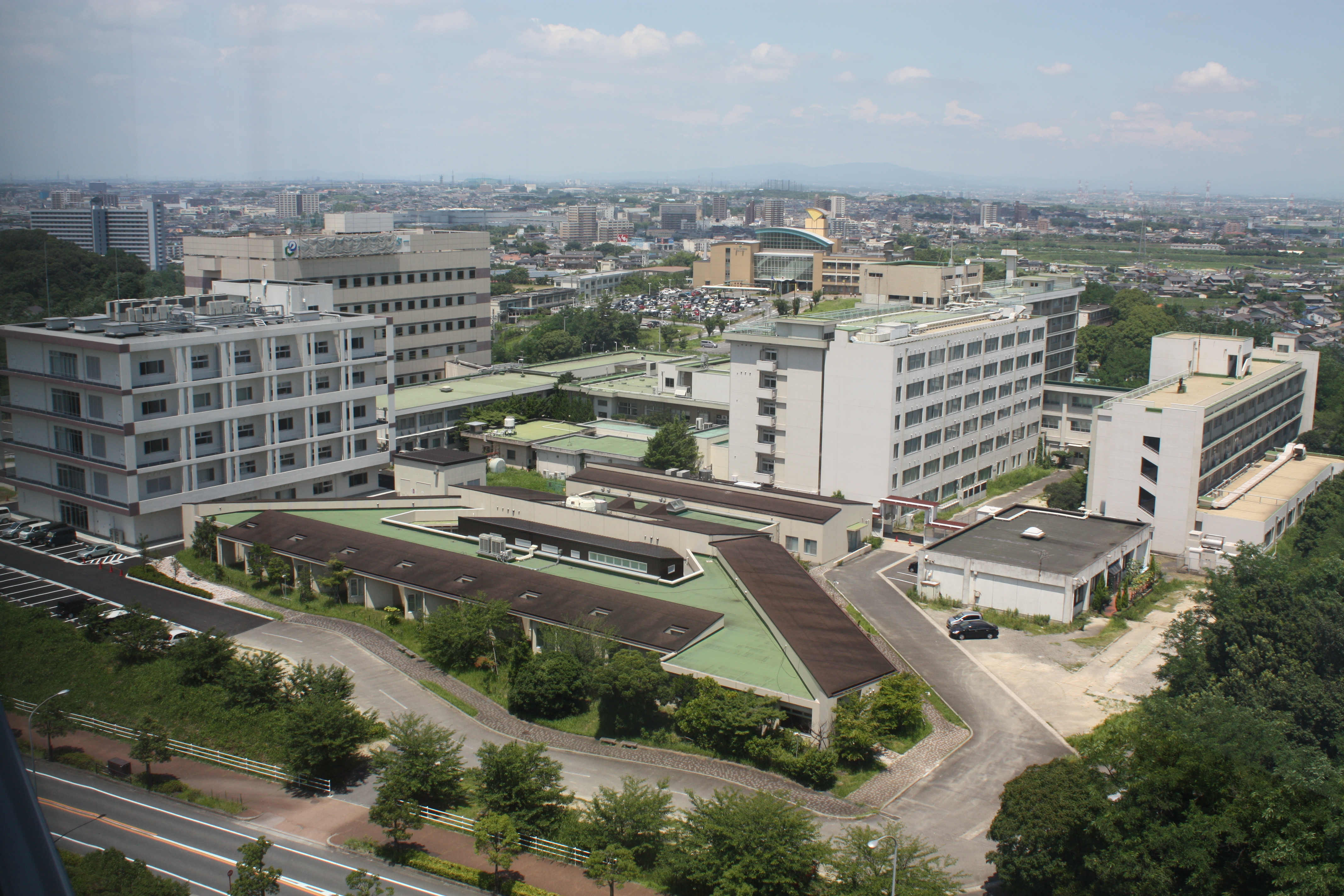
国立長寿医療研究センター